# Monte dei Paschi di Siena
Monte dei Paschi di Siena é um banco italiano. Traçando a sua história até um monte de piedade fundado em 1472 e estabelecido na sua forma atual em 1624, é ou mais antigo ou o segundo mais antigo banco do mundo, dependendo da definição, e o quinto maior banco comercial e de varejo da Itália.
Possui atualmente cerca de 1800 agências, 28 mil empregados e 4,5 milhões de clientes na Itália, além de agências e negócios no exterior. Em sua matriz, no Palazzo Salimbeni, em Siena, o banco possui uma grande coleção de obras de arte e centenas de documentos históricos de grande valor, colhidos durante os seis séculos de sua existência.
Em 8 de novembro de 2007, adquirem o Banca Antonveneta do Grupo Santander.
Em outubro de 2014, as acções do banco foram suspensas depois de terem tombado cerca de 20% em dois momentos na bolsa de Milão.
Nos resultados dos testes de stress conduzidos pelo Banco Central Europeu a instituição precisava de 4,2 mil milhões de euros para resistir a um cenário de extrema adversidade financeira. É o valor mais volumoso assinalado entre os 25 bancos que foram testados pelo BCE.
O banco entre 2009 e 2014 foi buscar mais de 4 mil milhões de euros ao Estado italiano. A instituição tem sido acusada de má gestão pelos analistas, sobretudo devido à compra, em 2007, do banco Antonveneta ao Santander por 9 mil milhões de euros – um negócio que muito rendeu aos espanhóis mas que se revelou desastroso para os transalpinos quando estalou a crise internacional de 2008.
Em dezembro de 2016, foi anunciado que o plano de recapitalização por investidores privados falhou. O governo italiano vai ter de resgatar o banco e deverá passar a deter entre 50% a 75% do seu capital. Em 21 de dezembro de 2016, na bolsa de Milão, as ações do MPS foram suspensas de negociação várias vezes ao longo do dia e fecharam a sessão com uma queda de mais de 12%.

## Maiores acionistas do Monte dei Paschi di Siena
- 34,94% Fondazione Monte dei Paschi di Siena
- 04,00% Francesco Gaetano Caltagirone
- 03,59% AXA
- 02,73% Unicoop Firenze Società Cooperativa
- 02,53% JPMorgan Chase